# Vitinha
Vítor Tiago de Freitas Fernandes známý jako Vitinha (* 11. února 1986, São Torcato, Portugalsko) je portugalský fotbalový obránce, který hraje v bulharském klubu Ludogorec Razgrad.
V letech 2012 a 2014 získal bulharský double (tzn. vyhrál A Grupu i bulharský fotbalový pohár).